# 足利藤氏
足利藤氏（生年不詳－卒年不詳）是日本戰國時代的武將。足利氏一門。父親是足利晴氏。母親是簗田高助的女兒。弟弟有義氏、藤政、輝氏、家國。
被擁立為古河公方（1561年至1562年在位），當時的關白近衛前久亦承認其古河公方的地位，不過在現代並不被列入歷代公方。

## 生平
生年不詳，家中長男，幼名是幸千代王丸。因為受第13代將軍足利義藤（後來的義輝）賜予偏諱，所以可以知道連京都的室町幕府亦承認為次代古河公方。
外祖父簗田高助是家中親北條派的中心，成為晴氏迎娶正室芳春院（北條氏綱的女兒）的仲介人。不過晴氏與氏綱的後繼人北條氏康之間的關係漸漸惡化，晴氏與關東管領上杉憲政和上杉朝興等人結成同盟並與氏康對抗，不過在天文15年（1546年）的河越夜戰中遭到氏康大敗。氏康令晴氏隱退，並令異母妹芳春院的兒子‧擁有北條血脈的足利義氏（藤氏的異母弟）成為古河公方。
弘治3年（1557年），藤氏舉兵並試圖奪回古河御所，不過失敗，晴氏被軟禁在栗橋城，而藤氏亦遭到流放。不過藤氏投靠安房的里見義堯並尋求再起的機會，而跟隨藤氏的簗田晴助（高助的兒子）等人則依賴滯留在越後的關東管領上杉憲政和庇護憲政的長尾景虎（後來的上杉謙信）的救援。永祿4年（1561年），景虎向關東出兵。不只是以救援藤氏為名義，更有關東管領上杉憲政、關白近衛前久的大義名分，於是軍勢得到關東諸豪族的支持並增加至10萬餘人。雖然沒能消滅在小田原城等諸城中籠城的北條方，不過仍然成功放逐義氏並奪回古河御所。
成功代替上杉憲政執行關東管領擁立古河公方職務的景虎接受憲政讓予上杉氏的家督和關東管領的地位。而上杉謙信與上杉憲政、近衛前久等人一同否定義氏就任古河公方，並決定以關白、關東管領的名義正式任命藤氏為足利晴氏（前年死去）的後繼古河公方，北條氏對上杉氏的關東管領權威作出否認，因此上杉氏作為關東管領，有必要替換義氏的古河公方）。
因為佐竹氏、里見氏等反北條氏關東諸大名亦接受，於是在數年間，藤氏成為正統的古河公方。不過，在謙信留下藤氏並返回越後的同時，北條氏馬上開始反撃，在同年10月攻撃古河，藤氏逃到里見氏家臣多賀信家（藏人、高明）管治的上總池和田城（現今千葉縣市原市）。
後來以古河為目標，上杉和北條不斷持續爭奪戰，藤氏不斷以上杉方代表的身份進入古河和逃到上總。最終在永祿5年（1562年）於北條軍攻略古河御所之際被捕獲並送往小田原。後來藤氏被送到相模、伊豆等北條領地內，在永祿9年（1566年）以後就消息不明。一說是被北條氏康處刑。

## 影響
因為失去古河公方的藤氏，上杉謙信在關東的勢力受到很大打撃，後來在締結越相同盟時，成為唯一古河公方的足利義氏亦不得不被謙信承認其地位。另一方面，藤氏的弟弟家國、藤政、輝氏為了再興古河公方而活動，不過因為影響力實在太微小，在天正年間就沒有再活動。

## 腳註
1. ↑  在越相同盟締結時，北條氏因為在國府台合戰的戰功而被古河公方任命為關東管領，因為這個職權而主張義氏為古河公方（『伊佐早文書』中的『北條氏康條書』